# Carretera de Nebraska 64
La Carretera de Nebraska 64, y abreviada NE 64 (en inglés: Nebraska Highway 64) es una carretera estatal estadounidense ubicada en el estado de Nebraska. La carretera inicia en el Oeste desde la Segmento occidental US 81  sur de Columbus - Segmento del este US 77  sur de Fremont hacia el Este en la Segmento occidental NE 15  norte de David City - Segmento del este US 75  en Omaha. La carretera tiene una longitud de 71,8 km (44.60 mi).

## Mantenimiento
Al igual que las autopistas interestatales, y las rutas federales y el resto de carreteras estatales, la Carretera de Nebraska 64 es administrada y mantenida por el Departamento de Carreteras de Nebraska por sus siglas en inglés NDOR.

## Cruces
La Carretera de Nebraska 64 es atravesada principalmente por el Segmento del este por la  US 275  en la concurrencia entre Valley y Waterloo
 NE 31  en Omaha
 I 680  en Omaha.